# 合肥曹魏新城遗址
合肥曹魏新城遗址，又称三国新城遗址、三国新城遗址公园，是三国时期曹魏政权在合肥旧城近郊修建的用于抵御孙吴军队的军事性城池的遗址，现存部分破裂的城墙的残基，位于合肥市庐阳区三十岗乡古城郢村，南北长约500米，东西宽约210米。《嘉庆合肥县志》记载道：“三国魏青龙元年（233年），扬州都督满宠为抵御孙吴军于城西三十里依山筑城，谓之新城。孙权曾亲率十万大军，围攻此城，终未攻下。西晋淮南郡曾设置于此。
” 1985年7月列合肥市文物重点保护单位，1998年5月公布为安徽省文物保护单位，2019年十月公布为全国文物保护单位。现在遗址处建有三国新城遗址公园。

## 历史

### 建造
三国时期，合肥属曹魏扬州淮南郡。曹魏和孙吴在江淮流域连年交战，孙吴不断攻打位于现在合肥市四里河一带的合肥旧城。魏青龙元年（233年），将军满宠分析战场形势时说道：“合肥城南临江湖，北远寿春，贼攻围之，得据水为势；官兵救之，当先破贼大辈，然后围乃得解。宜移城内之兵，其西三十里，有奇险可依，更立城以固守。”经过几番论战，魏明帝曹睿同意建立新城，当年合肥新城就建成。从此合肥旧城中只有少量的军事人员和设施，合肥新城作为主要的军事据点存在。

### 孙吴的多次进攻
新城建成之后，孙吴曾多次进攻，但都没有成功。
新城建成的当年，孙吴就进攻了合肥新城。《三国志》中称：“孙权欲围新城，以其远水，积二十日不敢下船。”此次进攻没有成功。魏青龙二年（234）五月，孙吴再次进攻合肥新城，守军用火攻，与其对峙。后来曹魏派出援军，孙吴得知后主动撤退。
魏嘉平五年（253年）五月，孙吴派20万军队攻打合肥新城，守军只有三千人。双方对峙90天，城墙崩塌，军事器械被毁。守军张特用诈降的办法让孙吴暂停了进攻，利用这个喘息的机会建成两道防御工事，后来孙吴撤退。
甘露二年（257年）四月，曹魏扬州刺史诸葛诞据寿春起兵讨伐权臣司马昭并联合孙吴，并调走合肥新城的守军使其成为空城，令吴军得以畅通无阻地在本土和寿春之间往来。但次年诸葛诞被镇压，孙吴也就未能维持对合肥新城的占领。

### 建为公园
西晋统一中国后，合肥新城的军事意义不再存在，渐渐荒废。1995年4月，合肥市园林局在遗址周围保护性征地，2003年9月合肥市政府开始建设三国新城遗址公园。2004年9月至2005年7月，安徽省文物考古研究所对遗址进行了发掘工作，发掘出3座城门、练兵指挥台、兵器铸造窑址、车马道，还出土了一些军事用品和生活用品。部分的城门和城墙被重建。

## 现状

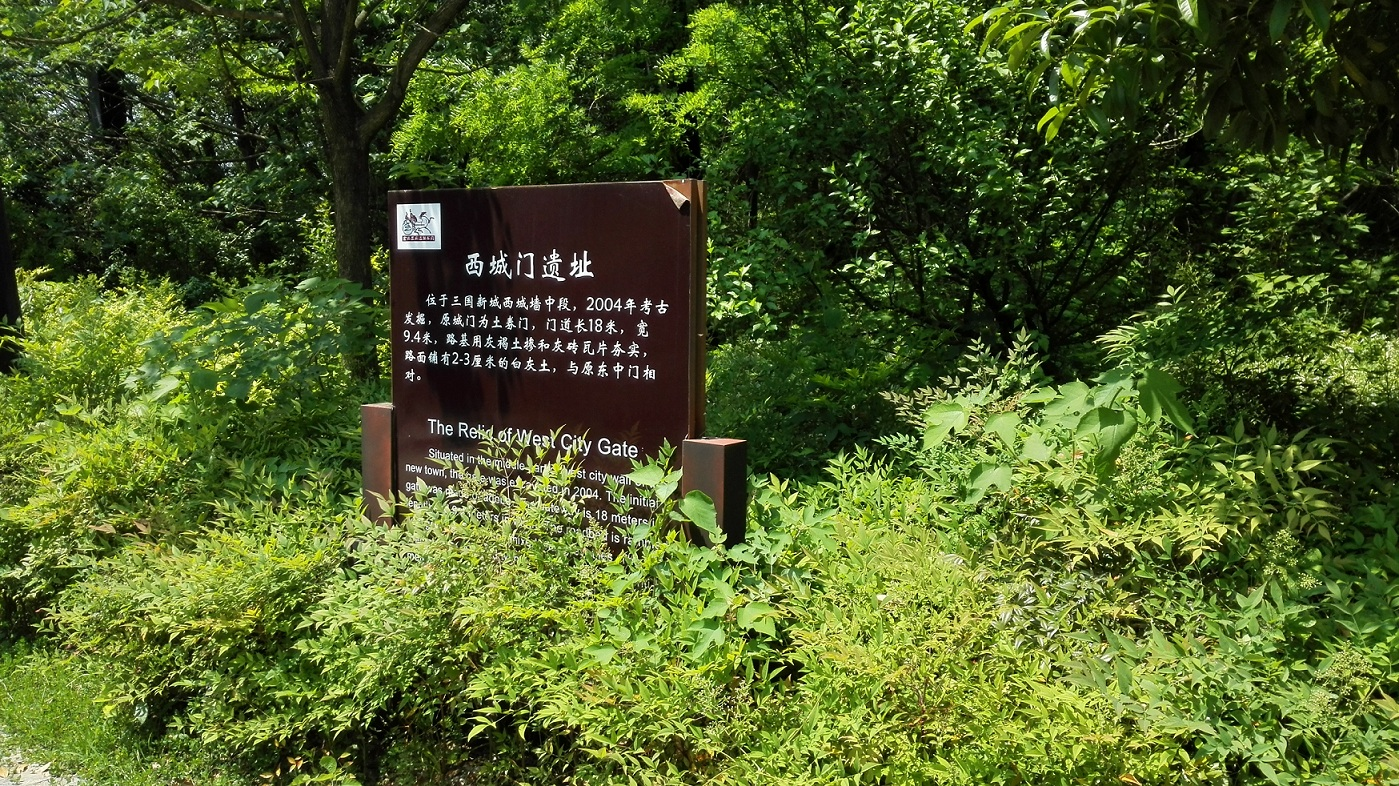
合肥三国新城西城门遗址

发掘工作后许多文物在现地修复后展示，为此兴建了展览馆。除了城墙被修复之外，原来的护城河也被部分疏通，现在与新河、陈河、鱼花塘连成一体。园区内展出的古遗址有兵器铸造窑址、练兵指挥台、饮马池、车马道。其中，兵器铸造窑址是当时制造兵器的地方，发掘时曾出土一些箭头和炼炉残渣；练兵指挥台是练兵之地；饮马池是战马饮水之地；车马道是当时的道路。
除了古遗址之外，园区内仿建了大量汉代建筑，部分用作古文物的展览馆。